# Edward William Harcourt
Edward William Vernon Harcourt (26 de junho de 1825 - 19 de dezembro de 1891) foi um naturalista e político conservador inglês.
Harcourt nasceu em Stanton Harcourt, Oxfordshire, filho de Matilda Mary Gooch e do reverendo William Vernon Harcourt, que era cientista, e neto de Edward Harcourt, arcebispo de York. Seu irmão era o político Sir William Vernon Harcourt, que foi Chanceler do Tesouro e Líder da Oposição.
Ele serviu como membro do Parlamento de Oxfordshire de 1878 a 1885 e de Henley de 1885 a 1886.